# بیتکس کو

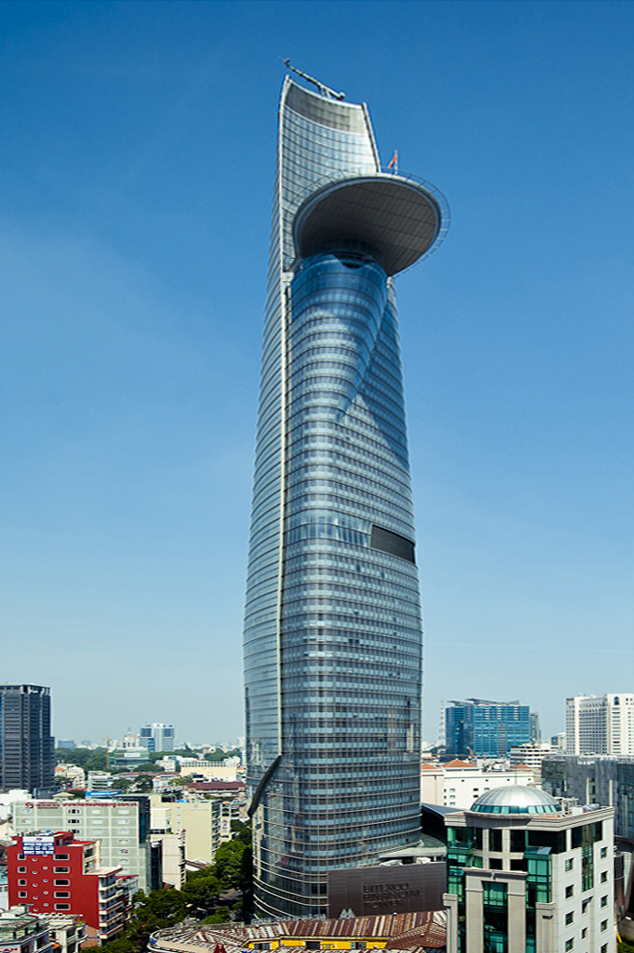
برج تجاری بیتکس کو (Bitexco).

برج تجاری بیتکس کو (Bitexco) آسمان‌خراشی در شهر هوشی مینه ویتنام است. این برج متعلق به گروه Bitexco که یک شرکت ویتنامی است می‌باشد. این برج دارای ۶۸ طبقه از روی زمین و ۳ طبقه زیر زمین می‌باشد. این برج با ۲۶۲٫۵ متر ارتفاع در رده ۱۲۴ فهرست بلندترین ساختمان‌ها و سازه‌ها در جهان قرار می‌گیرد.
این برج توسط شرکت فرانسوی AREP ساخته شد و معماران آن J.M. Duthilleul , E. Tricaud و کارلوس زاپاتا بودند. این برج با ایده گرفتن از گل ملی ویتنام لوتوس یا لالهٔ مردابی یا لاله تالابی طراحی شد.
ساخت این برج از سال ۲۰۰۷ شروع و در سال ۲۰۱۰ به اتمام رسید. برج بیتکس کو از سال ۲۰۱۰ تا اوایل ۲۰۱۱ بلندترین ساختمان ویتنام بود اما از ۲۴ ژانویه ۲۰۱۱ جای خود را برج Keangnam هانوی داد.
این برج ۳ عملکرد اداری , مرکز خرید و رستوران را دارد.
در بالای این برج یک سکو که همان پد بالگرد است که ۲۲ متر وسعت دارد برای فرود یک بالگرد به وزن کمتر از ۳ تن وجود دارد.